# Saltos ornamentais no Campeonato Europeu de Esportes Aquáticos de 2016 - Evento por equipe
A prova do evento por equipe dos saltos ornamentais no Campeonato Europeu de Esportes Aquáticos de 2016 ocorreu no dia 9 de maio em Londres, no Reino Unido. 

## Calendário
| Fase  | Data      | Hora  |
| ----- | --------- | ----- |
| Final | 9 de maio | 19:30 |

Todos os horários estão no horário local (UTC+0)

## Medalhistas
| Ouro                                        | Prata                                               | Bronze                                 |
| Rússia · Nadezhda Bazhina · Viktor Minibaev | Ucrânia · Yulia Prokopchuk · Oleksandr Horshkovozov | Reino Unido · Georgia Ward · Matty Lee |

## Resultados
Esses foram os resultados da competição.
| Pos.              | Saltador                                | Nacionalidade |        |
| Pos.              | Saltador                                | Nacionalidade | Pontos |
| ----------------- | --------------------------------------- | ------------- | ------ |
| Medalha de ouro   | Nadezhda Bazhina Viktor Minibaev        | Rússia        | 413.30 |
| Medalha de prata  | Yulia Prokopchuk Oleksandr Horshkovozov | Ucrânia       | 396.40 |
| Medalha de bronze | Georgia Ward Matty Lee                  | Reino Unido   | 353.85 |
| 4                 | Alena Khamulkina Vadim Kaptur           | Bielorrússia  | 332.70 |
| 5                 | Laura Marino Matthieu Rosset            | França        | 329.85 |
| 6                 | Maria Kurjo Patrick Hausding            | Alemanha      | 328.70 |
| 7                 | Ellen Ek Jesper Tolvers                 | Suécia        | 315.80 |
| 8                 | Noemi Batki Michele Benedetti           | Itália        | 302.85 |
| 9                 | Mara Aiacoboae Alin Ronțu               | Roménia       | 288.45 |
| 10                | Celine van Duijn Joey van Etten         | Países Baixos | 262.45 |